# Jauranen
Jauranen är en sjö i Finland. Den ligger i kommunen Kuusamo i landskapet Norra Österbotten, i den nordöstra delen av landet, 700 km norr om huvudstaden Helsingfors. Jauranen ligger 283,9 meter över havet. Den är 13,89 meter djup. Arean är 2,53 kvadratkilometer och strandlinjen är 10,24 kilometer lång. Sjön  ingår i Koundaälvens huvudavrinningsområde. 